# Basile Kfoury
Basile (Basil) Kfoury (* 1794 in Khonchara, Libanon; † 5. April 1859) war Bischof der Melkitischen Griechisch-Katholischen Kirche von Alexandria in Ägypten. Er war der erste von Patriarch Maximos III. Michel Mazloum eingesetzte Bischof der Erzeparchie Alexandria.

## Leben
Basile Kfoury wurde 1837 zum Bischof von Alexandria ernannt. Maximos III. Michael Mazloum und die Mitkonsekratoren Théodore Abou-Karim (Titularbischof von Alia und Apostolischer Vikar der Koptisch-katholischen Kirche von Alexandria) und Giuiseppe Angelo di Fazio OFM (Titularbischof von Tipasa in Mauretania und Apostolischer Vikar von Aleppo in Syrien) weihten ihn zum Bischof. Er war Mitkonsekrator von Athanase Khouzan (Titularbischof von Maronea und Apostolischer Vikar der koptischen Kirche von Alexandria).
Sein Nachfolger wurde Joannitius Massamiri.